# 上海交通大学
上海交通大学（シャンハイこうつうだいがく、簡体字: 上海交通大学; 繁体字: 上海交通大學、拼音: Shànghǎi Jiāotōng Dàxué、英語: Shanghai Jiao Tong University）は、中華人民共和国（中国）の上海市に位置する国立大学である。略称は交大、SJTU。
1896年に創立された中国最古の大学。中華人民共和国国務院教育部直属の副部級大学であり、特に理工学、医学及び社会科学が強い国家重点大学である。上海市に所在し、江沢民の出身校として有名である。同校の高等教育研究院世界一流大学研究センターは毎年世界大学学術ランキングを発表していることで知られる。複数の国家重点実験室も持っている。九校連盟、985工程、211工程、双一流の成員校である。大学ランキングでは中国国内3位か4位のレベルである。

## 概要
全日制在校生23,900人で、内本科生（学部学生）18,000人、修士研究生12,000人、博士研究生4,600人、外国留学生5,542人などである。留学生は韓国、ドイツ、ミャンマーが多い。2002年にはシンガポールに最初の大学院を設置。また2003年にはミシガン大学と単位互換協定を結んでいる。

## 沿革
- 1896年に盛宣懐が上海に創設した南洋公学を起源とする。北洋大学堂とともに中国人によって設立された最古の大学である。敷地は上海の租界内にあり、戦火を受ける心配がなかった。
- 1910年代後半に南洋大学、さらに上海工業専門学堂と改称された。当時は米国留学帰りの教授が多く、東洋のMITと称された。
- 1921年北洋政府は各地の国立工業専門学堂を統合し、上海工業専門大学は交通大学上海分部となっている。
- 日中戦争中は重慶に移転し、戦後上海に復帰した。国共内戦後、一部の教授は台湾に移り、新竹に国立交通大学を設置している。
- 1956年、国務院の決定に基づき、西北教育支援のために学校の一部が西安に移転し60％の人員を西安に移し、交通大学西安分部、上海分部と称した。
- 1959年、上海交通大学と西安交通大学が正式に成立、2つの分部は同時に全国重点大学に指定された。同年7月、国務院の認可を得てそれぞれ独立した組織編制となり、交通大学上海分部は「上海交通大学」の校名を用いるようになった。
- 1982年に教育部直属となり、1999年に上海農学院を合併し、2005年には上海第二医科大学と合併を行った。これにより、総合大学としての学科が整った。現在、徐匯本部、閔行、法華鎮、七宝、重慶南路の5つのキャンパスをもつ。

## 組織

### 学部
- 船舶海洋与建築工程学院
  - 船舶与海洋工程系
  - 交通運輸系
  - 港口与海岸工程系
  - 工程力学系
  - 土木工程系
  - 建築学系
- 機械与動力工程学院
  - 機械工程及自動化系
  - 動力与能源工程系
  - 核科学与系统工程系
  - 工業工程与管理系
  - 航空航天工程系
- 電子信息与電気工程学院
  - 電子工程系
  - 自動化系
  - コンピュータ科学与工程系
  - 電子工程系
  - 器具科学与工程系
- 軟件学院
- 信息安全工程学院
- 材料科学与工程学院
  - 材料科学系
  - 材料工程系
- 理学院
  - 数学系
  - 物理系
- 生命科学技術学院
  - 生物科学与技術系
  - 生態与環境工程系
- 生物医学工程学院
- 人文学院
  - 科学史与科学哲学系
  - 中文系
  - 歴史系
  - 哲学系
- 化学化工学院
  - 化学系
  - 化学工程系
  - 高分子科学与工程系
- 安泰経済与管理学院
  - 工商管理系
  - 経済与金融系
  - 管理科学与工程系
  - 会计与财务系
- 国際与公共業務学院
  - 行政管理系
  - 比較政治系
  - 国際关系系
- 外国語学院
  - 英語系
  - 日本語系
  - ドイツ語系
- 農業与生物学院
  - 植物科学系
  - 動物科学系
  - 林業科学与工程系
  - 資源与環境系
  - 食品科学与工程系
- 環境科学与工程学院
  - 環境工程系
  - 環境科学系
- 薬学院
- 医学院
  - 臨床医学
  - 口腔医学
  - 医学検証
  - 看護学
  - 公共事業管理
  - 生物医学工程
  - 栄養学
  - 市場営業
- 凱原法学院
- 媒体与設計学院
  - 新聞メディア系
  - 映像芸術系
  - 芸術設計系
  - 工業設計系
  - 美術系
- ミクロ電子学院
- 网絡教育学院
- 可塑性成形工程系
- 体育系
- 交大ミシガン大学共同学院
- 微納科学技术研究院
- 空天科学技術研究院
- 能源研究院
- 核科学与工程学院
- 成人教育学院
- 国際教育学院
- 技術学院

### 国家重点学科
国家重点学科（1級）：
- 力学
- 機械工学
- 材料工学
- 動力工学
- 熱物理学
- 制御科学工学
- コンピュータサイエンス技術
- 船舶・海洋工学
- バイオ医学工学
- 理科学工程

国家重点学科（2級）：
- 物理学
- 分子生物学
- 電磁場マイクロウェーブ技術
- 通信情報システム
- 病理学
- 病理生理学
- 内科学
- 小児科学
- 外科学
- 歯科臨床医学

## 研究所
主要な国家重点実験室：
- 医学遺伝子学国家重点実験室
- がん遺伝子と関連遺伝子国家重点実験室
- 金属化合材料国家重点実験室
- 地域光ファイバー通信網の新型光通信システム国家重点実験室
- 機械システム振動国家重点実験室
- 海洋工学国家重点実験室

## 大学付属病院
- 瑞金病院
- 仁済病院
- 新華病院
- 第一人民病院
- 第三人民病院
- 第六人民病院
- 第九人民病院
- 児童医学センター
- 児童病院
- 胸科病院
- 上海医学遺伝研究所
- 上海腫瘍研究所
- 国際平和婦人幼児保健院
- 精神衛生センター

## 歴代校長
- 謝邦治 1959年－1963年
- 劉述周 1963年－1978年
- 朱物華 1978年－1979年
- 範緒箕 1979年－1984年
- 翁史烈 1984年－1997年
- 謝縄武 1997年－2006年
- 張傑　 2006年－2017年
- 林忠欽 2017年－今

## 著名人

### 著名な卒業生

#### 政府・政治
- 江沢民 - 中国の政治家。第3代中国共産党総書記、第5代中国国家主席

但し、入学は日本占領下にあった南京大学。
- 丁関根 - 中国の政治家
- 陸定一 - 中国の政治家
- 姜斯憲 - 中国の政治家。2014年1月から同大学党委書記

#### 学界
- 銭学森 - 中国の工学者。NASAジェット推進研究所の共同設立者、中国の宇宙開発の父
- 黄旭華 - 中国の工学者。中国初の原子力潜水艦開発者

#### 財界
- 王安(アン・ワング) - ワング・ラボラトリーズ創業者
- 楊元慶 - 中国の実業家。レノボCEO
- 蔡浩宇 - 中国の実業家。miHoYo創業者
- 姜建清 - 中国の実業家。中国工商銀行会長

### 著名な教員
- ジェフリー・チュアン・チュー - 客員教授[1]。ENIACの開発技術者のひとり
- 釈星雲 - 名誉教授。佛光山の創設者
- 飯島澄男 - 名誉教授。カーボンナノチューブの発見者
- 池田大作 - 名誉教授。創価学会名誉会長
- 佐野雅己 - 教授。東京大学名誉教授
- 丁肇中 - 名誉教授。ノーベル物理学賞受賞者

## キャンパス
- 徐匯校舎 （徐匯区華山路 1954号） - 大学創業の地であり、本部などを置く。留学生に中国語教育を行う国際教育学院はここにある。
- 閔行校舎 （閔行区東川路 800号） - 上海市郊外に新設された。教育・研究の大半は同キャンパスで行われている。
- 七宝校舎 （閔行区七宝路 2678号） - 農学部
- 法華鎮路校舎 （長寧区法華鎮路） - 経営管理学部
- 医学部校舎 （黄浦区重慶南路 227号） - 医学部

## 本土域外大学との協定状況
- 香港：香港大学，香港中文大学，香港科技大学，香港城市大学，香港理工大学
- 台湾：国立台湾大学，国立成功大学，国立交通大学，国立清華大学
- イギリス：ロンドン大学，ノッティンガム大学等
- アメリカ合衆国：ハーバード大学，ミシガン大学，ペンシルベニア大学，マサチューセッツ工科大学等
- シンガポール：シンガポール国立大学，南洋理工大学

### 日本における協定校
- 東京大学
- 京都大学
- 大阪大学
- 東北大学
- 神戸大学
- 九州大学
- 東京工業大学
- 慶應義塾大大学
- 早稲田大学
- 横浜国立大学
- 昭和女子大学
- 電気通信大学
- 関西学院大学